# Spirits of Rhythm
(The) Spirits of Rhythm war eine US-amerikanische Jazz-Band der 1930er und 1940er Jahre.

## Bandgeschichte
Die Mitglieder des Ensembles hatten zuvor in Formationen wie den Sepia Nephews, Ben Bernie's Nephews und The Five Cousins gespielt; mit den Eintritt des Gitarristen Teddy Bunn in die Band nannten sie sich Spirits of Rhythm. Aufnahmen entstanden nur gelegentlich; meist trat das Ensemble in den Jazzclubs der 52nd Street in New York City wie auch in Hollywood in den 1930ern und Anfang der 1940er Jahre auf.
Stilmerkmal der Spirits of Rhythm war der Einsatz von Jazz-Vokalisten wie Red McKenzie, Leo Watson oder Ella Logan (1945), sowie der Gebrauch von Saiteninstrumenten, manchmal auch von selbst angefertigten Perkussions-Instrumenten und der Harmonika. Zusätzlich zu den verschiedenen konventionellen Saiteninstrumenten verwendeten sie die Tiple, ein südamerikanisches, der Mandoline ähnliches Instrument mit einem tieferen Klang. 
Trotz der Bedeutung Teddy Bunns als Gitarrist waren die Spirits of Rhythm in erster Linie eine Gesangstruppe. Die Vokalisten der Band sangen zumeist Nonsense-Silben oder im Scat und benutzten ihre Stimme eher als Instrument, denn als Vehikel für Texte. Mitglieder der Spirits of Rhythm waren u. a. die Pianisten Leonard Feather und Ram Ramirez, die Bassisten Wellman Braud und Red Callender sowie Douglas Daniels und Walter Daniels (Tiple, Gesang), Wilson Myers (Bass), Virgil Scoggins (Perkussion) und Georgie Vann (Schlagzeug, Gesang). In den Kriegsjahren löste sich die Band auf.
Bekannte Titel der Formation waren „I Got Rhythm“ und „I'll Be Ready“.

## Diskografische Hinweise
- The Spirits of Rhythm 1933-1945 (Classics)